# Tiamat
Tiamat (akkadisch tiām(a)tu(m)/tâm(a)tu(m), auch tiāmtu, tâmtu oder tâmatu) ist eine Göttin in der babylonischen Religion. Sie verkörpert das Salzwasser und bildet den Gegenpart zu ihrem Gemahl Abzu, dem Süßwasser.

## Religiöse Bedeutung
Der Gatte von Tiamat ist Abzu, ihre Kinder sind unter anderem Laḫmu, Laḫamu und Kingu. Nach Thorkild Jacobsen ist der Name Tiamat von akkadisch ti'amtum (status absolutus), später tâmtum, „Meer“ abzuleiten. Außerdem besteht eine Verwandtschaft unter anderem zum hebräischen təhôm.
Im Enūma eliš wecken die jungen Götter Tiamat und Abzu mit ihrem Lärm und ihrem Treiben, und Abzu will die Ruhestörer vernichten, zum Unwillen Tiamats. Nachdem Abzu durch den Gott Ea/Enki getötet worden ist, schwört Tiamat Rache und verbündet sich mit ihrem Sohn Kingu, dem sie große Macht verleiht. Zusammen mit einer Armee von Ungeheuern will sie ihre Kindeskinder bekämpfen, diese schicken ihr jedoch Marduk, den Sohn von Ea, entgegen. Er tötet Kingu und besiegt auch Tiamat im Zweikampf, spaltet sie und bildet aus den Hälften den Himmel und die Erde.
Die Omorka des Berossos, deren chaldäischen Namen er als thamte, die See, angibt, wird oft mit Tiamat gleichgesetzt.

## Pseudowissenschaft und Esoterik
In der Pseudowissenschaft und Esoterik, insbesondere bei Zecharia Sitchin taucht Tiamat auch als hypothetischer Planet auf, der mit einer Kollision mit dem Himmelsobjekt Nibiru zerstört worden sei. Dabei soll der Planet anstelle des rezenten Asteroidengürtels gelegen haben. Tatsächlich wurde lange angenommen, dass hier einst ein Planet namens Phaeton existiert haben könnte, doch diese Theorien gelten mittlerweile als widerlegt, zumal die Masse der Asteroiden im Asteroidengürtel nicht für einen stabilen Planet ausreicht.